# Mortes em fevereiro de 2021
Mortes em 2021: ← Janeiro – Fevereiro – Março – Abril – Maio – Junho – Julho – Agosto – Setembro – Outubro – Novembro – Dezembro →
Esta é uma relação de pessoas notáveis que morreram durante o mês de fevereiro de 2021, listando nome, nacionalidade, ocupação e ano de nascimento.

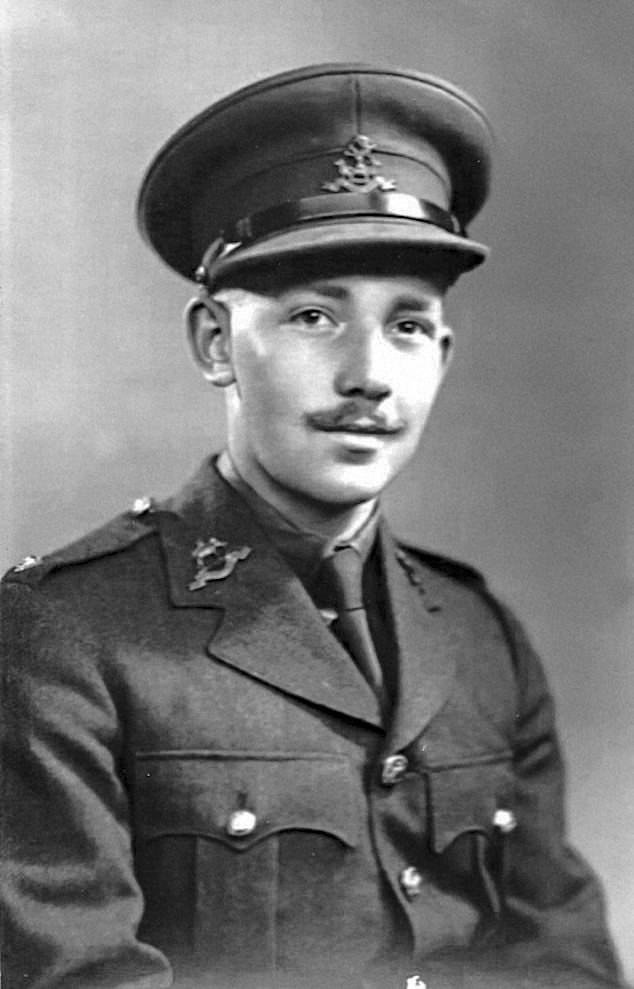
Tom Moore, militar britânico.

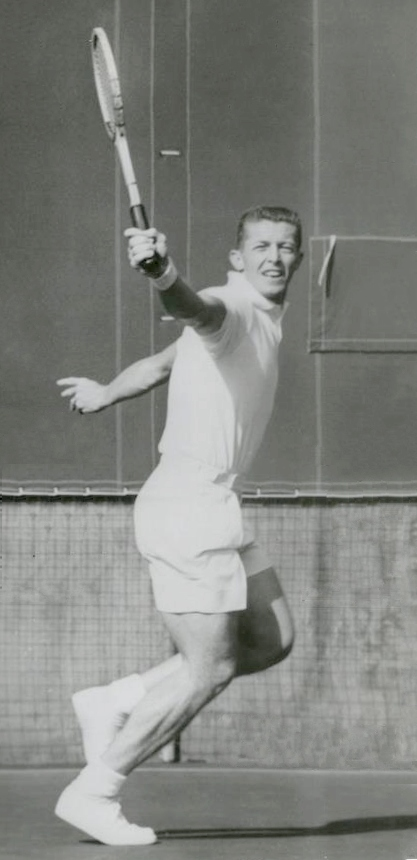
Tony Trabert, tenista norte-americano.

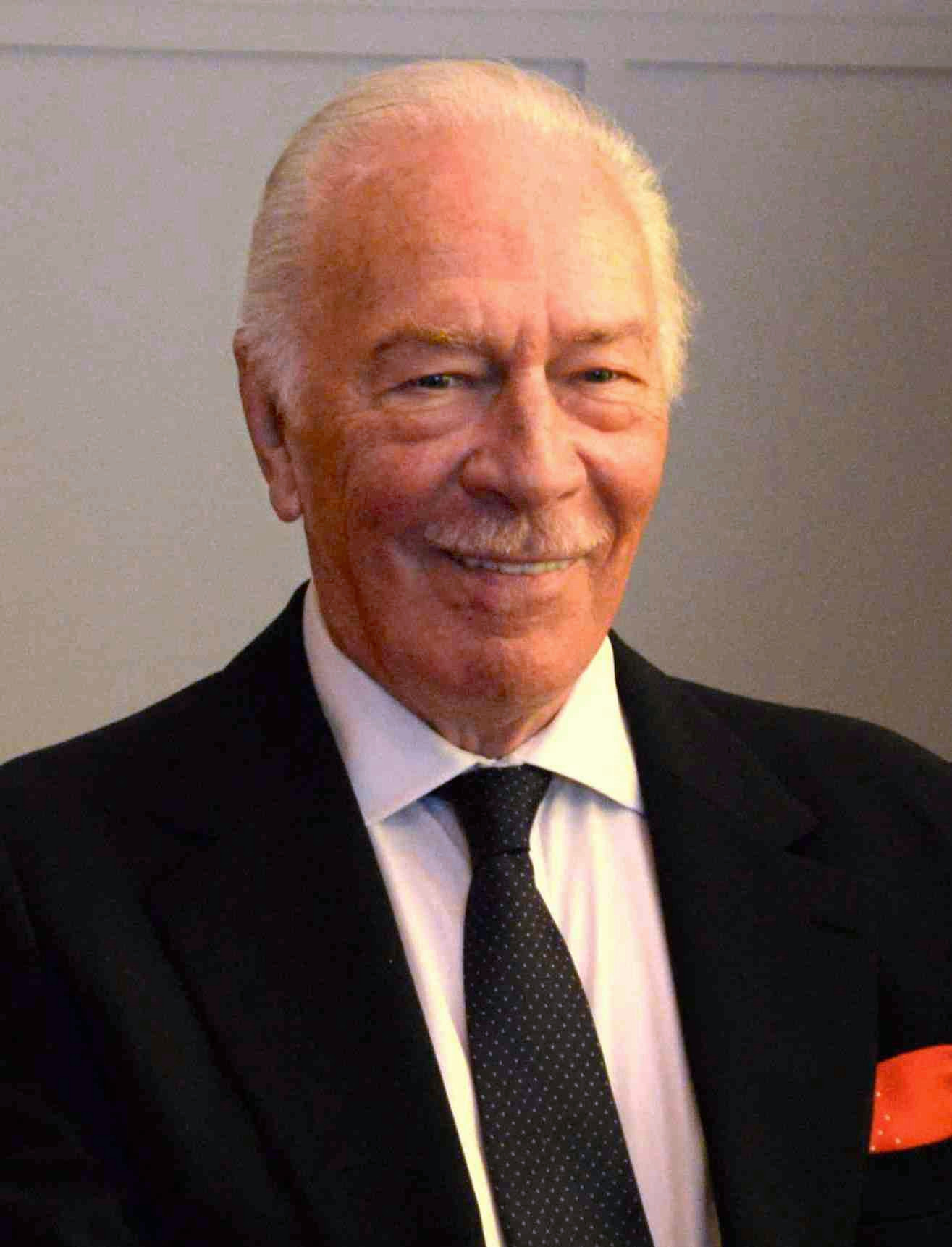
Christopher Plummer, ator canadense.

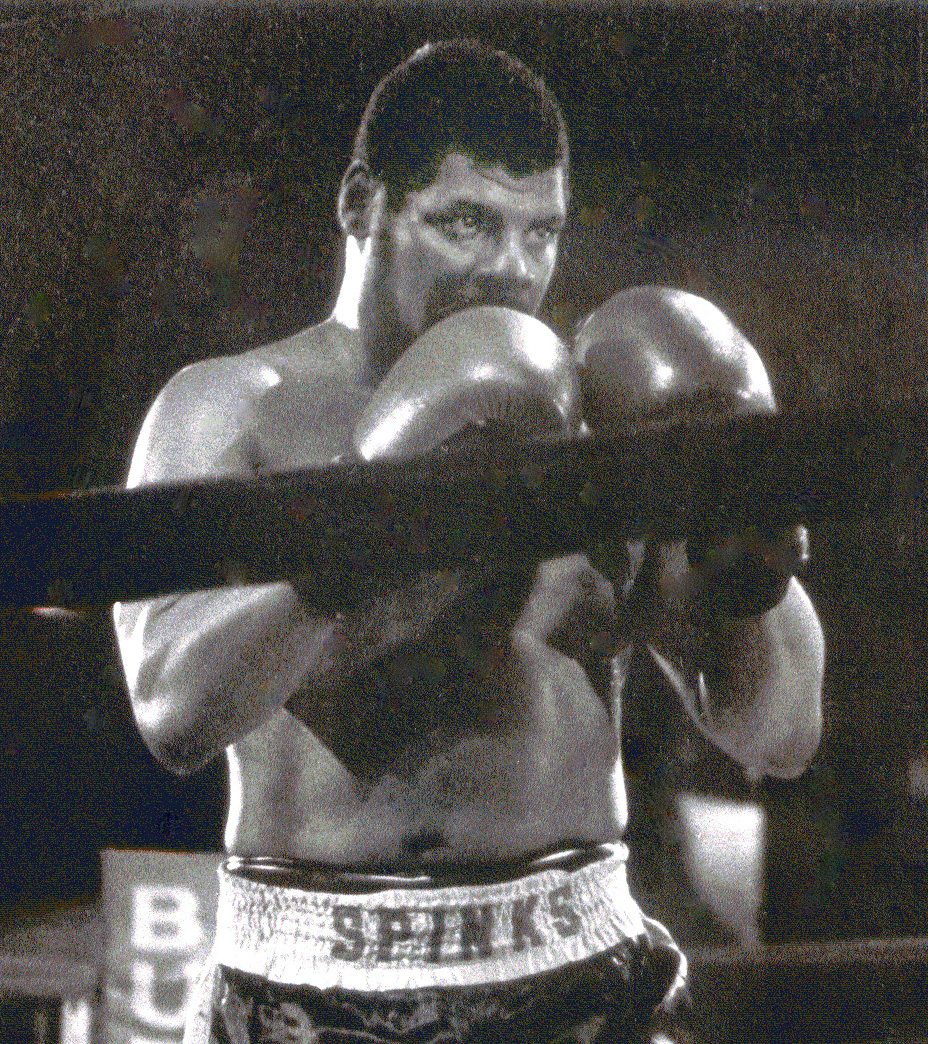
Leon Spinks, pugilista norte-americano.

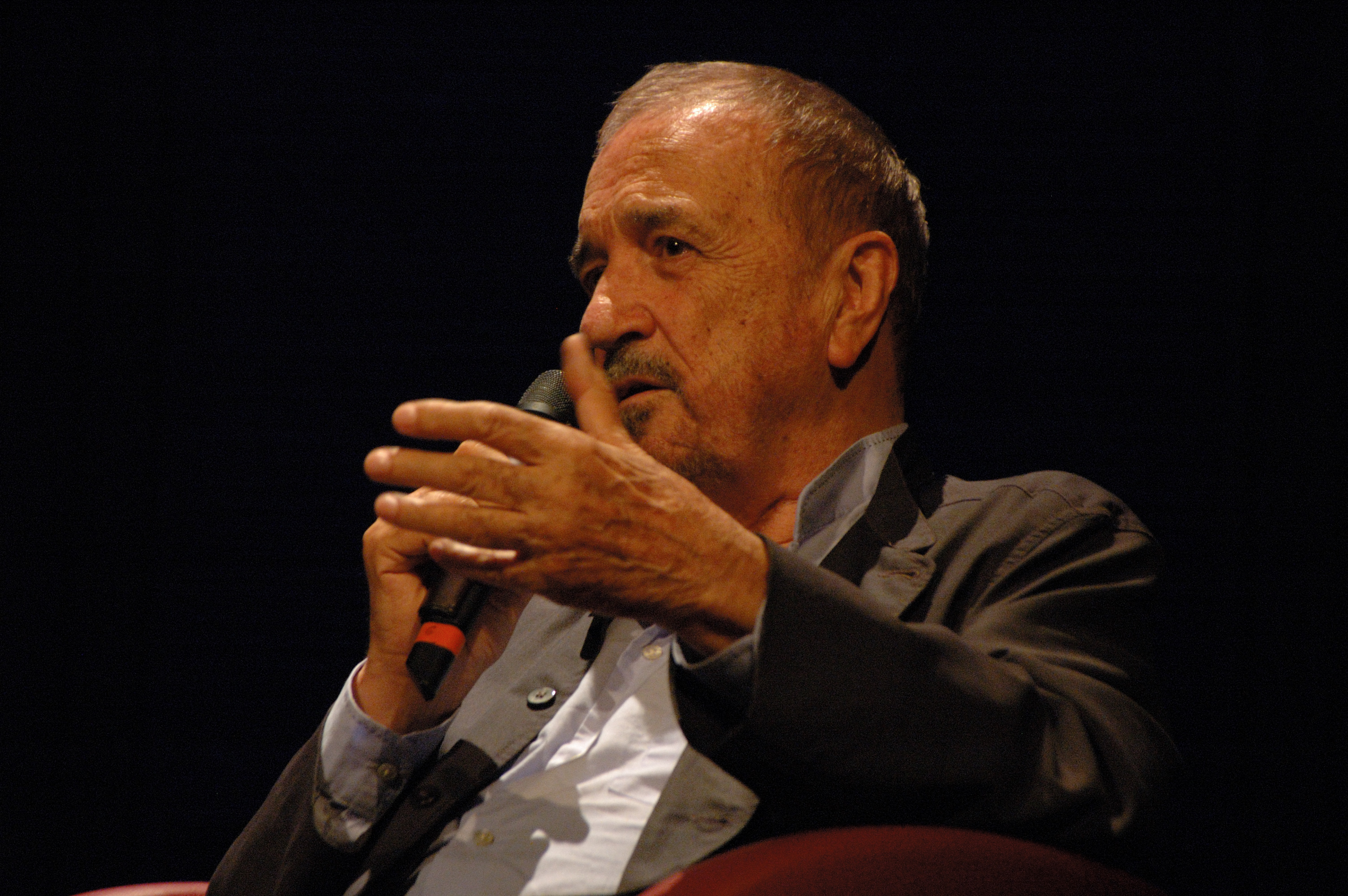
Jean-Claude Carrière, roteirista francês.

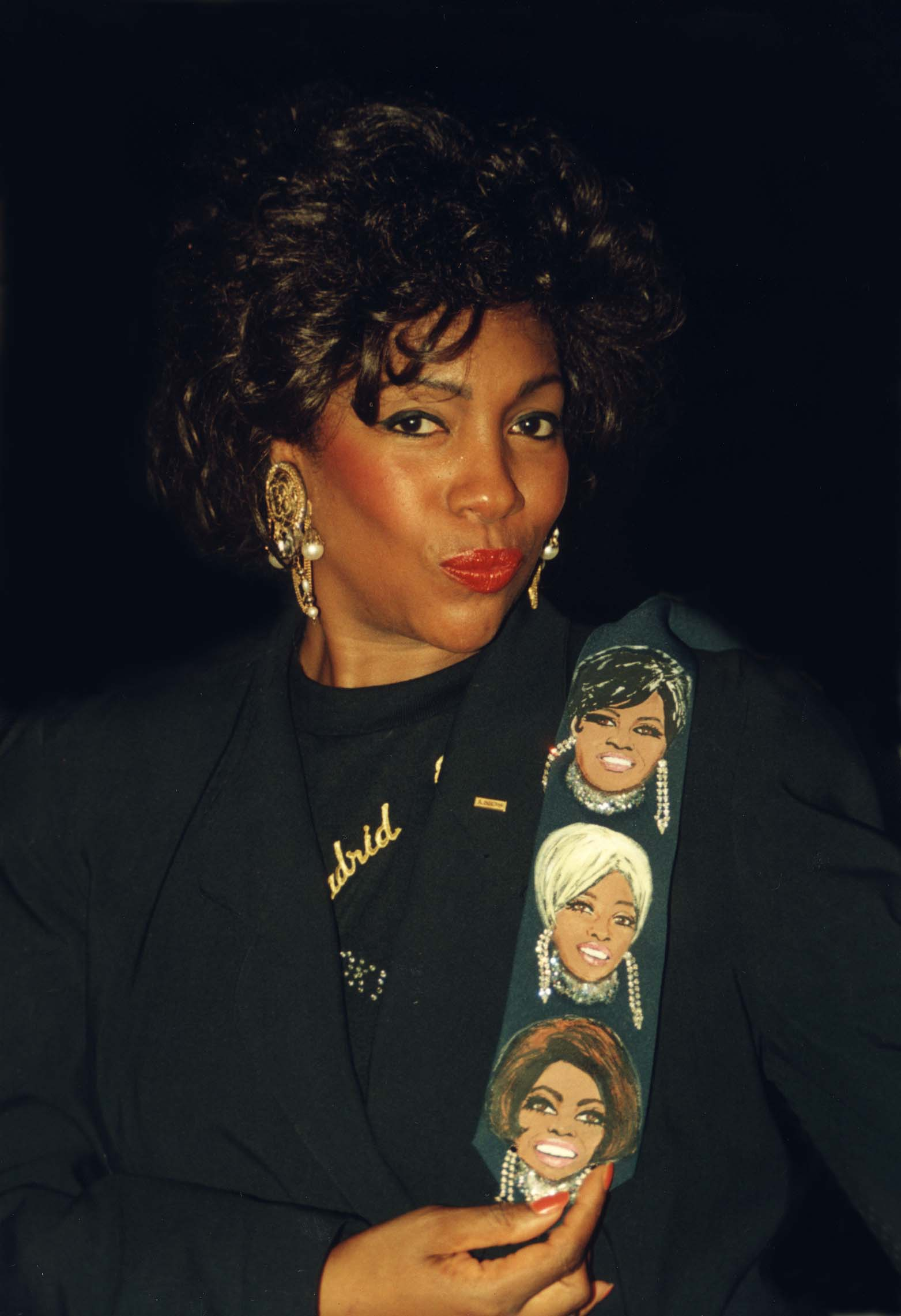
Mary Wilson, cantora norte-americana.

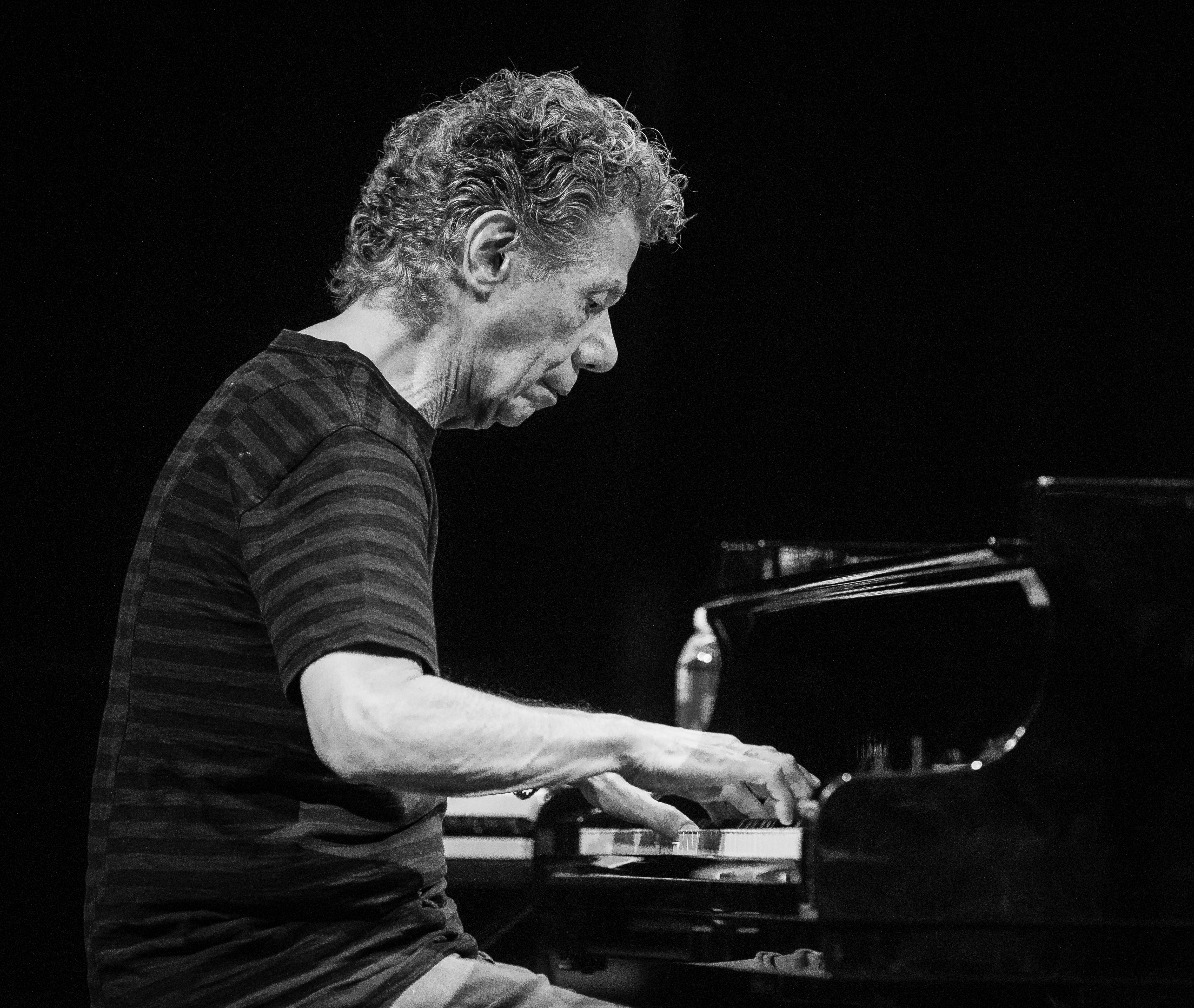
Chick Corea, músico norte-americano.

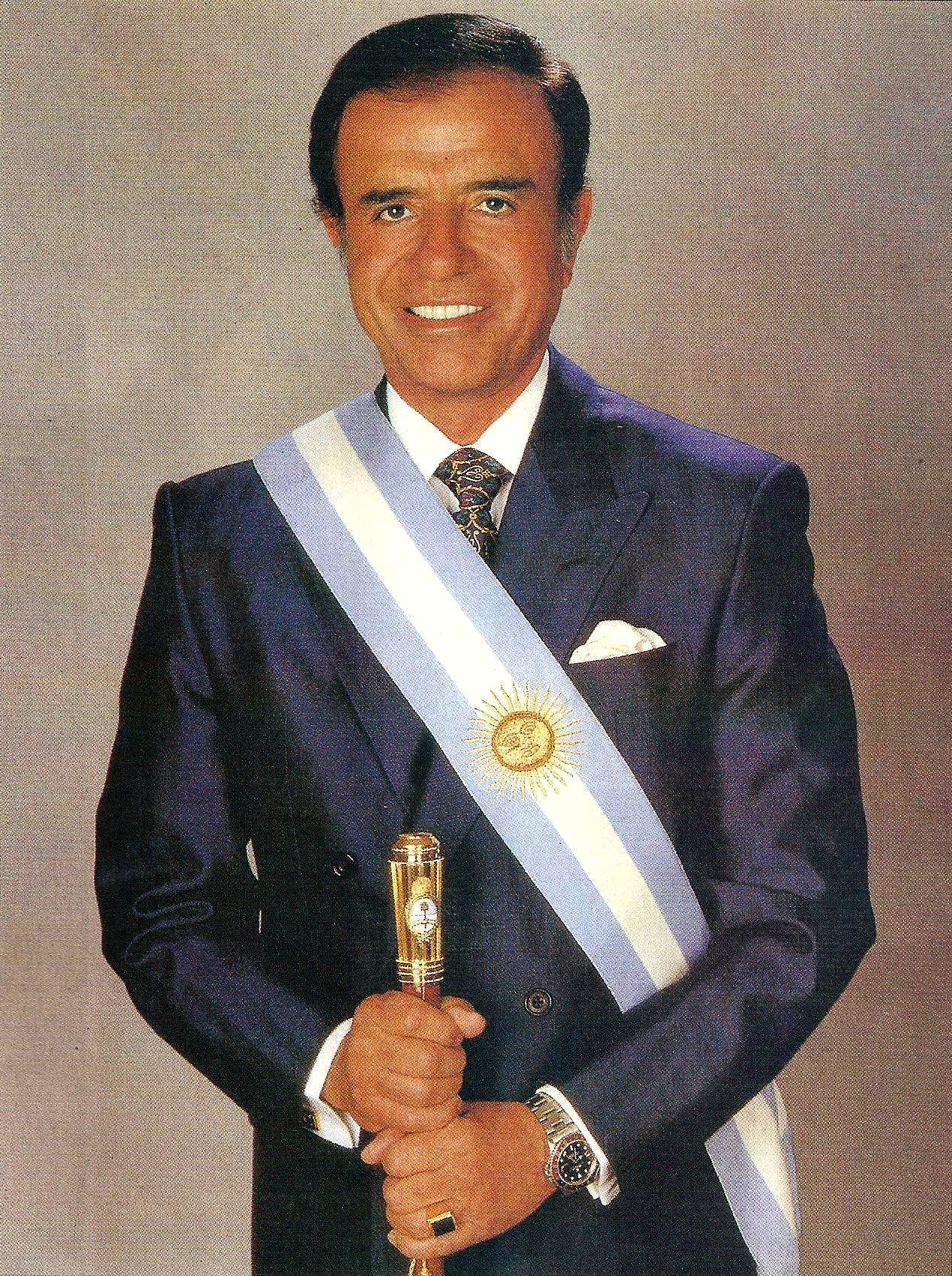
Carlos Menem, político argentino.

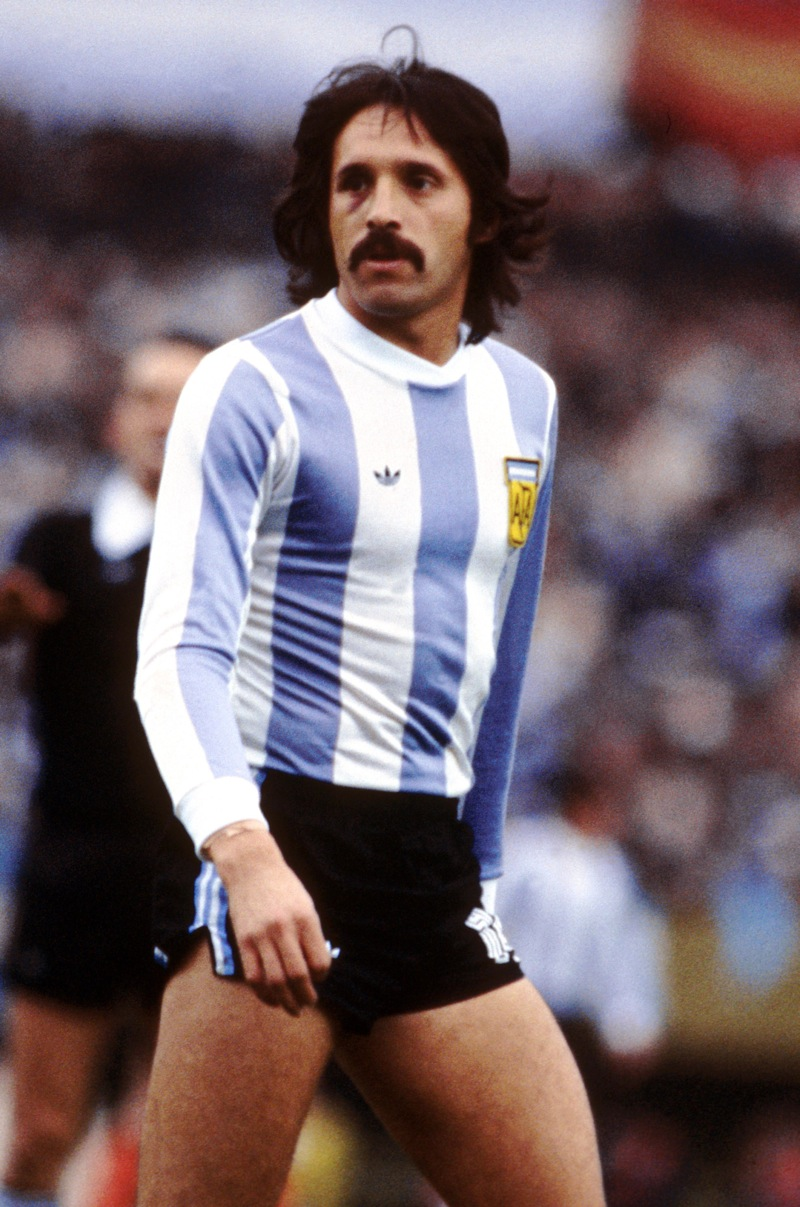
Leopoldo Luque, futebolista argentino.

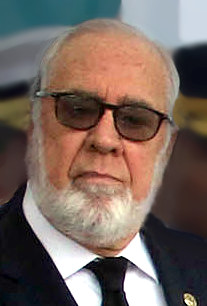
Gustavo Noboa, político equatoriano.

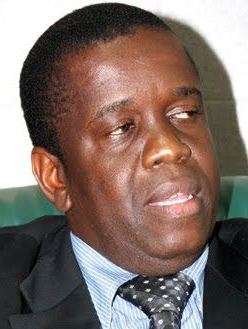
Daviz Simango, político moçambicano.

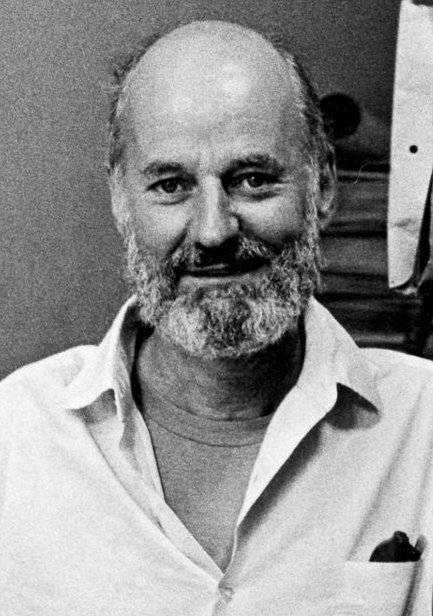
Lawrence Ferlinghetti, poeta norte-americano.

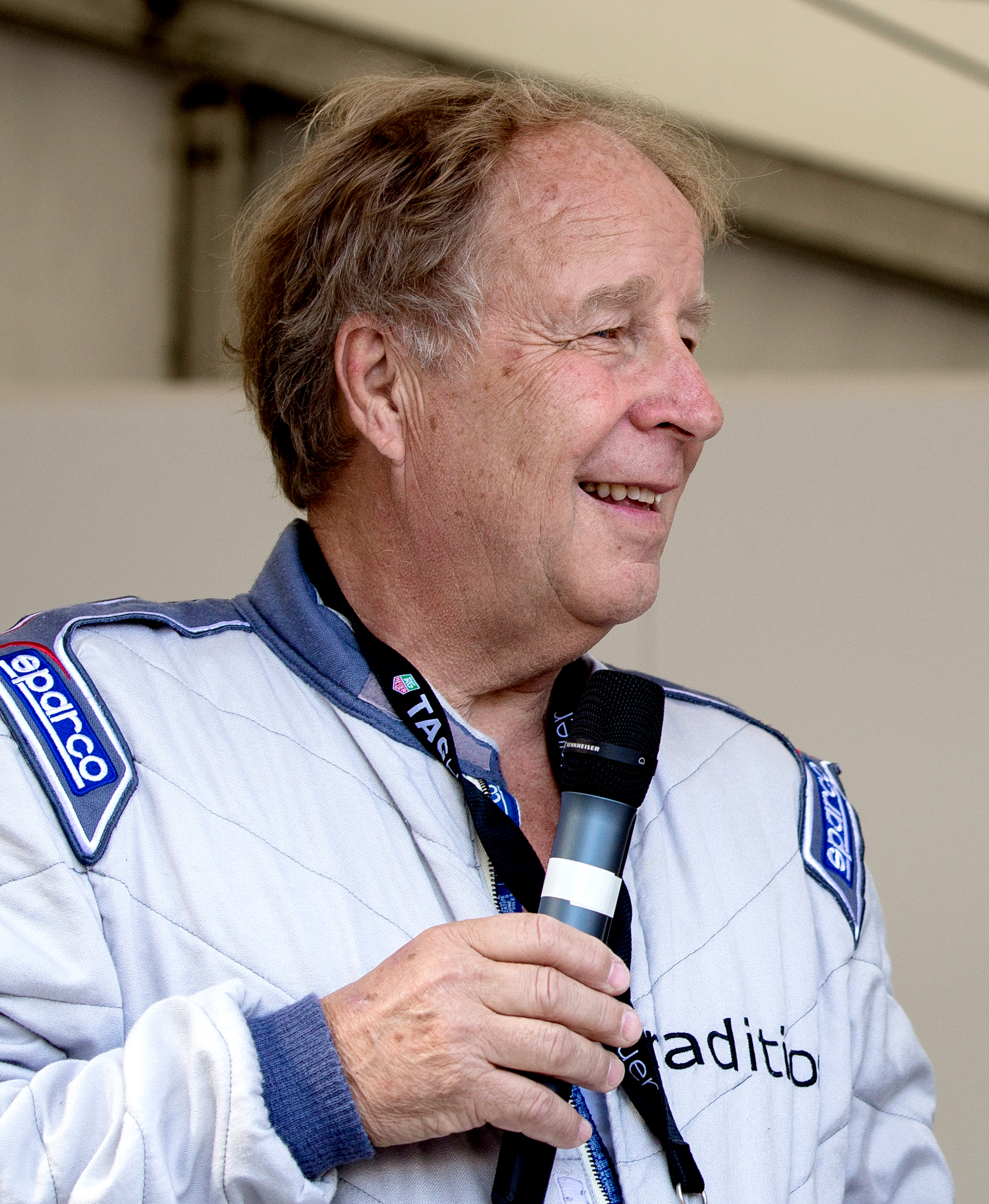
Hannu Mikkola, automobilista finlandês.

| Dia | Nome                               | Profissão ou motivo de reconhecimento | Nacionalidade                  | Nasc.        | Ref    |
| --- | ---------------------------------- | ------------------------------------- | ------------------------------ | ------------ | ------ |
| 1   | Ryszard Szurkowski                 | Ciclista                              | Polónia                        | 1946         | [ 1 ]  |
| 1   | Emil Jay Freireich                 | Oncologista                           | Estados Unidos                 | 1927         | [ 2 ]  |
| 1   | Evaristo Francisco Spengler        | Político                              | Brasil                         | 1929         | [ 3 ]  |
| 2   | Vera Nunes                         | Atriz                                 | Brasil                         | 1928         | [ 4 ]  |
| 2   | Cecília Guimarães                  | Atriz                                 | Portugal                       | 1927         | [ 5 ]  |
| 2   | Tom Moore                          | Militar e filantropo                  | Reino Unido                    | 1920         | [ 6 ]  |
| 3   | Adelaide João                      | Atriz                                 | Portugal                       | 1921         | [ 7 ]  |
| 3   | Jean-Daniel Simon                  | Cineasta                              | França                         | 1942         | [ 8 ]  |
| 3   | Albán Vermes                       | Nadador                               | Hungria                        | 1957         | [ 9 ]  |
| 3   | Haya Harareet                      | Atriz                                 | Israel                         | 1931         | [ 10 ] |
| 3   | Édino Fonseca                      | Pastor e político                     | Brasil                         | 1946         | [ 11 ] |
| 3   | Nilson Borges                      | Futebolista                           | Brasil                         | 1941         | [ 12 ] |
| 3   | Tony Trabert                       | Tenista                               | Estados Unidos                 | 1930         | [ 13 ] |
| 3   | Norbert Eimer                      | Político                              | Alemanha                       | 1940         | [ 14 ] |
| 4   | Robert A. Altman                   | Empresário                            | Estados Unidos                 | 1947         | [ 15 ] |
| 4   | Millie Hughes-Fulford              | Astronauta                            | Estados Unidos                 | 1945         | [ 18 ] |
| 4   | Roberto Torres                     | Político                              | Brasil                         | 1938         | [ 19 ] |
| 4   | Pyotr Kolodin                      | Cosmonauta                            | União Soviética/ Ucrânia       | 1930         | [ 20 ] |
| 5   | Salazar Barreiros                  | Politico                              | Brasil                         | 1939         | [ 21 ] |
| 5   | Christopher Plummer                | Ator                                  | Canadá                         | 1929         | [ 22 ] |
| 5   | Leon Spinks                        | Pugilista                             | Estados Unidos                 | 1953         | [ 23 ] |
| 5   | Imre Furmen                        | Ciclista                              | Hungria                        | 1933         | [ 24 ] |
| 6   | Santiago García                    | Futebolista                           | Uruguai                        | 1990         | [ 25 ] |
| 6   | Zezinho Corrêa                     | Cantor                                | Brasil                         | 1951         | [ 26 ] |
| 6   | Afonso Fioreze                     | Eclesiástico                          | Brasil                         | 1942         | [ 27 ] |
| 6   | Admir Áureo Bortolini              | Político                              | Brasil                         | 1946         | [ 28 ] |
| 6   | George P. Shultz                   | Político                              | Estados Unidos                 | 1920         | [ 29 ] |
| 7   | Leslie Laing                       | Atleta                                | Jamaica                        | 1925         | [ 30 ] |
| 7   | Mario Osbén                        | Futebolista                           | Chile                          | 1950         | [ 31 ] |
| 7   | Moufida Tlatli                     | Cineasta                              | Tunísia                        | 1947         | [ 32 ] |
| 7   | Lula Pereira                       | Futebolista e treinador               | Brasil                         | 1956         | [ 33 ] |
| 7   | Ron Wright                         | Político                              | Estados Unidos                 | 1953         | [ 34 ] |
| 7   | René-Victor Pilhes                 | Escritor                              | França                         | 1934         | [ 35 ] |
| 7   | José Ramón Ónega                   | Político e jornalista                 | Espanha                        | 1939         | [ 36 ] |
| 8   | Jean-Claude Carrière               | Roteirista                            | França                         | 1931         | [ 37 ] |
| 8   | José Maranhão                      | Político                              | Brasil                         | 1933         | [ 38 ] |
| 8   | Mary Wilson                        | Cantora                               | Estados Unidos                 | 1944         | [ 39 ] |
| 8   | Cyril Mango                        | Professor                             | Turquia                        | 1928         | [ 40 ] |
| 9   | Marilena Ansaldi                   | Atriz e bailarina                     | Brasil                         | 1934         | [ 41 ] |
| 9   | Franco Marini                      | Sindicalista e político               | Itália                         | 1933         | [ 42 ] |
| 9   | Ivan Izquierdo                     | Neurocientista                        | Brasil/ Argentina              | 1937         | [ 43 ] |
| 9   | Roberto Figueira Santos            | Politico                              | Brasil                         | 1926         | [ 44 ] |
| 9   | Chick Corea                        | Músico                                | Estados Unidos                 | 1941         | [ 45 ] |
| 10  | Larry Flynt                        | Empresário                            | Estados Unidos                 | 1942         | [ 46 ] |
| 10  | Pachín                             | Futebolista                           | Espanha                        | 1938         | [ 16 ] |
| 11  | Leslie Earl Robertson              | Engenheiro estrutural                 | Estados Unidos                 | 1928         | [ 47 ] |
| 11  | Eliseo Soriano                     | Lider religioso                       | Filipinas                      | 1947         | [ 48 ] |
| 11  | Marcelino da Mata                  | Militar                               | Portugal                       | 1940         | [ 49 ] |
| 11  | Joel Pina                          | Músico                                | Portugal                       | 1921         | [ 50 ] |
| 11  | Celso Guity                        | Futebolista                           | Honduras                       | 1957         | [ 51 ] |
| 11  | Isadore Singer                     | Matemático                            | Estados Unidos                 | 1924         | [ 52 ] |
| 11  | Rowena Morrill                     | Desenhista e pintora                  | Estados Unidos                 | 1944         | [ 53 ] |
| 11  | Rodrigo Mejía                      | Ator                                  | México                         | 1975         | [ 54 ] |
| 12  | Paulo Egydio Martins               | Empresário e político                 | Brasil                         | 1928         | [ 55 ] |
| 12  | Lynn Stalmaster                    | Diretor de elenco                     | Estados Unidos                 | 1927         | [ 56 ] |
| 13  | Mané de Oliveira                   | Político e jornalista                 | Brasil                         | 1940         | [ 57 ] |
| 13  | Kadir Topbaş                       | Político e arquiteto                  | Turquia                        | 1945         | [ 58 ] |
| 13  | Iuri Vlassov                       | Halterofilista                        | Rússia                         | 1935         | [ 59 ] |
| 13  | Marcos Guimarães de Cerqueira Lima | Político                              | Brasil                         | 1946         | [ 60 ] |
| 14  | Carlos Menem                       | Político                              | Argentina                      | 1930         | [ 61 ] |
| 14  | Gervásio Silva                     | Político                              | Brasil                         | 1955         | [ 62 ] |
| 14  | Ion Mihai Pacepa                   | Militar                               | Roménia                        | 1928         | [ 63 ] |
| 15  | Leopoldo Luque                     | Futebolista                           | Argentina                      | 1949         | [ 64 ] |
| 16  | Carmen Dolores                     | Atriz                                 | Portugal                       | 1924         | [ 65 ] |
| 16  | Joan Margarit i Consarnau          | Poeta e arquiteto                     | Espanha                        | 1938         | [ 66 ] |
| 16  | Gustavo Noboa                      | Político                              | Equador                        | 1937         | [ 67 ] |
| 17  | Rush Limbaugh                      | Radialista                            | Estados Unidos                 | 1951         | [ 68 ] |
| 17  | Gianluigi Saccaro                  | Esgrimista                            | Itália                         | 1938         | [ 69 ] |
| 17  | Martín Vergés                      | Futebolista                           | Espanha                        | 1934         | [ 17 ] |
| 17  | U-Roy                              | Cantor e compositor                   | Jamaica                        | 1942         | [ 70 ] |
| 18  | Andrei Miagkov                     | Ator                                  | União Soviética                | 1938         | [ 71 ] |
| 18  | Telmo de Lima Freitas              | Músico                                | Brasil                         | 1933         | [ 72 ] |
| 19  | Mya Thwe Thwe Khaing               | Protestante                           | Myanmar                        | 2001         | [ 73 ] |
| 19  | José Atalaya                       | Maestro e compositor                  | Portugal                       | 1927         | [ 74 ] |
| 20  | Mauro Bellugi                      | Futebolista                           | Itália                         | 1950         | [ 75 ] |
| 20  | Chris Craft                        | Automobilista                         | Reino Unido                    | 1939         | [ 76 ] |
| 21  | Zlatko Saračević                   | Handebolista                          | Croácia                        | 1961         | [ 77 ] |
| 22  | Daviz Simango                      | Político                              | Moçambique                     | 1964         | [ 78 ] |
| 22  | Laurindo Guizzardi                 | Eclesiástico                          | Brasil                         | 1934         | [ 79 ] |
| 22  | Lawrence Ferlinghetti              | Poeta                                 | Estados Unidos                 | 1919         | [ 80 ] |
| 22  | Jack Whyte                         | Escritor                              | Canadá/ Reino Unido            | 1940         | [ 81 ] |
| 23  | Fausto Gresini                     | Motociclista                          | Itália                         | 1961         | [ 82 ] |
| 23  | Ahmed Yamani                       | Político                              | Arábia Saudita                 | 1930         | [ 83 ] |
| 23  | Juan Masnik                        | Futebolista                           | Uruguai                        | 1943         | [ 84 ] |
| 23  | Heyder Abas Palheta                | Futebolista                           | Brasil                         | 1959         | .      |
| 23  | Flávio Pinho                       | Futebolista                           | Brasil                         | 1929         | [ 86 ] |
| 24  | Joseph Untube N'singa Udjuu        | Político                              | República Democrática do Congo | 1934         | [ 87 ] |
| 24  | Alan Robert Murray                 | Editor de som                         | Estados Unidos                 | 1954 ou 1955 | [ 88 ] |
| 25  | Berta Zemel                        | Atriz                                 | Brasil                         | 1934         | [ 89 ] |
| 26  | Michael Somare                     | Político                              | Papua-Nova Guiné               | 1936         | [ 90 ] |
| 26  | Alfredo Quintana                   | Handebolista                          | Cuba/ Portugal                 | 1988         | [ 91 ] |
| 26  | Hannu Mikkola                      | Automobilista                         | Finlândia                      | 1942         | [ 92 ] |